# Браганський замок
Брага́нський за́мок (порт. Castelo de Bragança) — середньовічний замок у Португалії, місті Браганса. Розташований на півночі країни, на 800-метровому пагорбі біля річки Фервенса, поблизу португальсько-іспанського кордону. Збудований з каменю у ХІІ столітті, в готичному стилі, на місці римського форту. Має донжон, п'ятнадцять бойових веж; стіни з кренеляжем, периметром 660 м; церкву святої Марії. Площа — 3 га. Перша згадка у джерелах — 1128 рік, як власність португальського графа Афонсу І. Розбудований після 1187 року разом із міськими укріпленнями. Був одним із важливих форпостів португальців у ході Реконкісти. Служив формальною резиденцією браганських герцогів. В ХІІ—XIV століттях під час воєн Португалії з сусіднім Леонським королівством та Кастильською Короною неодноразово перебував під окупацією леонців і кастильців (іспанців). Відремонтований в XVI столітті за правління Мануела І. Сильно постраждав від іспанців під час Реставраційної війни 1640—1668 років та Фантастичної війни 1762—1763 років. Відбудований на початку ХІХ століття перед Піренейською війною. Вистояв напад французьких військ Наполеона. Національна пам'ятка Португалії (23 червня 1910). З 1936 року використовується як військовий музей.

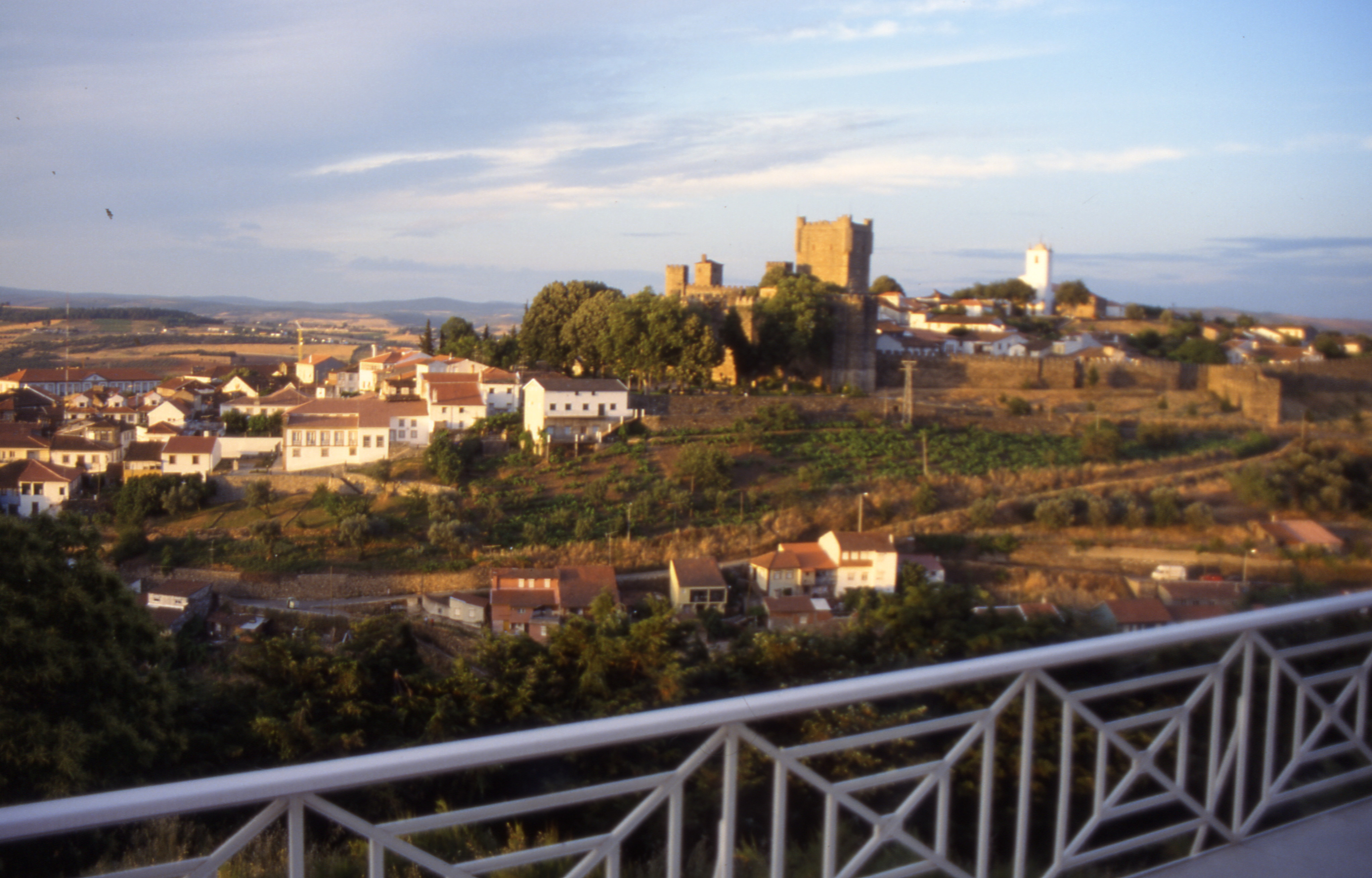
Панорама
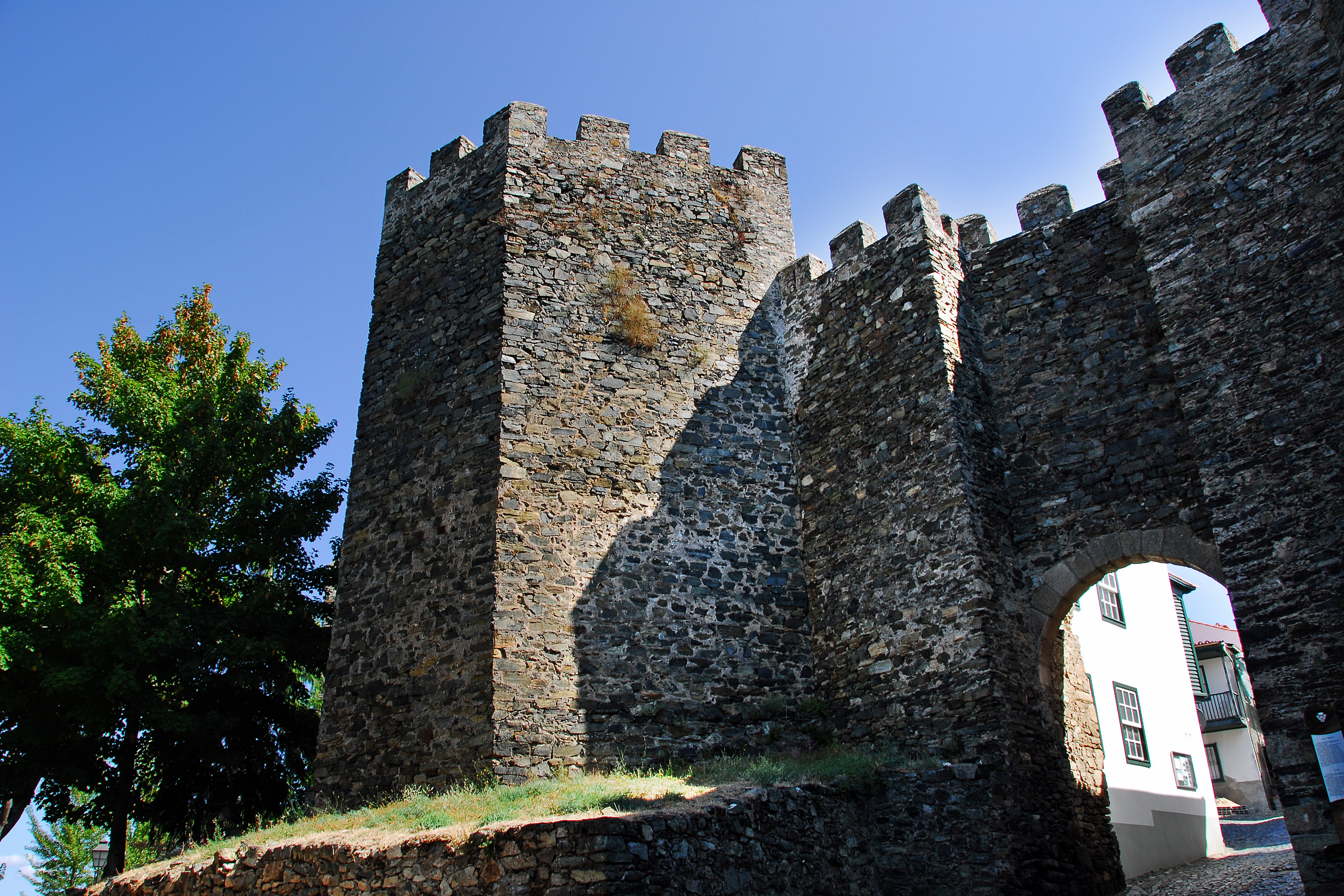
Брама
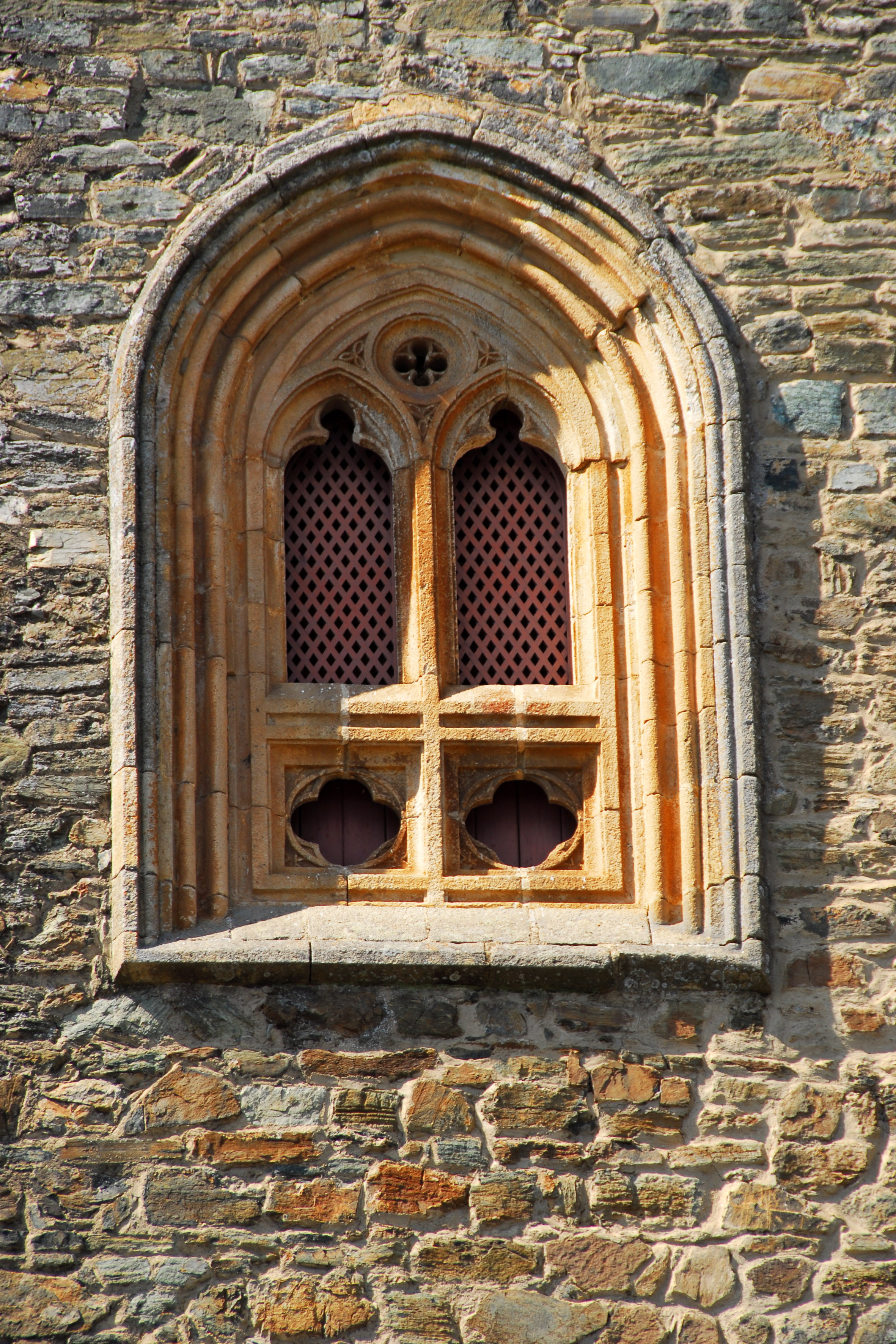
Вікно
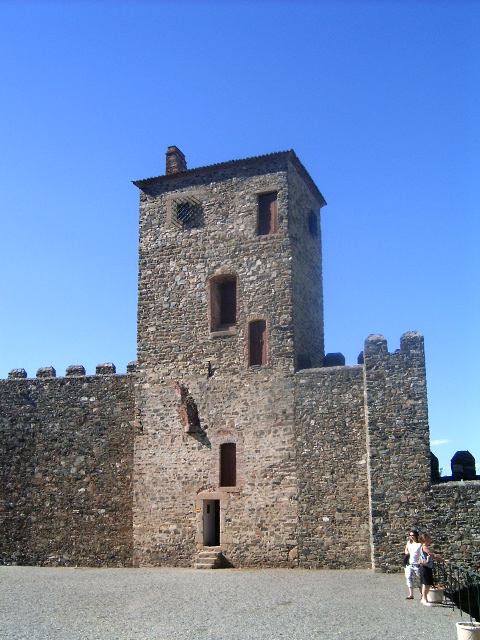
Вежа принцеси
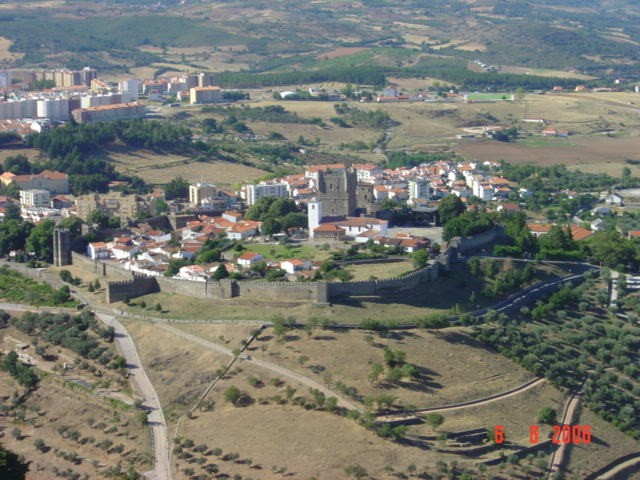
З висоти